# Programm zum Ankauf gedeckter Schuldverschreibungen
Das Programm zum Ankauf gedeckter Schuldverschreibungen, englisch Covered Bond Purchase Programme (CBPP), ist ein Ankaufprogramm für Pfandbriefe der Europäischen Zentralbank EZB. Nach Angaben der EZB wurden für die Dauer des Programms zwischen Juli 2009 und Juni 2010 in Höhe von 60 Milliarden Euro Pfandbriefe erworben, die von der EZB bis zum Ende der Laufzeit gehalten werden.
Ein zweites Programm „CBPP2“ wurde von der EZB im Oktober 2011 angekündigt mit einem Ankaufvolumen von 40 Milliarden Euro für die Dauer des Programms zwischen November 2011 und Oktober 2012. Bis zur Beendigung des Programms am 31. Oktober 2012 wurde ein Gesamtbestand von gut 16,4
Mrd. € aufgebaut. Das ursprüngliche Ziel von 40 Mrd. € wurde somit nicht erreicht.
Im Oktober 2014 startete die EZB ein drittes Program „CBPP3“. Bis August 2016 wurden im Rahmen dieses Programms Pfandbriefe im Volumen von 187 Milliarden Euro erworben.

## Ziel des Programms
Ziel des Programmes ist es, vor dem Hintergrund der Finanzkrise ab 2007 und der Eurokrise Refinanzierungsproblemen der Banken entgegenzuwirken.